# Necao I
Menjeperra-Nekau o Necao I (672 – 664 a. C.) era el gobernador de la ciudad egipcia de Sais. Como soberano local Saita de la dinastía XXVI de Egipto, el reinado de Necao fue de ocho años, según Manetón.

## Biografía
Necao probablemente era hermano de Nekauba e hijo de Tefnajt II. Su hijo Psamético I reunificó Egipto.
A Necao se le conoce principalmente por documentos asirios pero también está referenciado en un documento egipcio contemporáneo de su reinado. Fue instaurado oficialmente en Sais por Asurbanipal alrededor de 670 a. C., como aliado de Asiria, aunque él ya gobernaba en Egipto como soberano local antes de este acontecimiento.
Según los registros históricos, fue asesinado en 664 a. C. por un ejército invasor kushita, bajo Tanutamani. La invasión de los nubios del delta del Nilo fue inmediatamente repelida por los asirios, que avanzaron hacia el sur para conquistar el Alto Egipto y saquear Tebas.
El nombre de Necao I está grabado en una estela donando una ofrenda en el segundo año de reinado (publicado por Olivier Perdu en 2002). La estela registra una donación de tierras a la tríada de Osiris de Per-Hebyt (el moderno Behbeit el-Hagar, cerca de Sebennitos) por el «sacerdote de Isis, amante de Hebyt, gran jefe... hijo de Iuput, Akanosh». La estela es muy semejante en estilo, contenido y epigrafía a la estela del donativo del octavo año de Shepsesra-Tafnajt.
Esto sugiere que Shepsesra-Tafnajt era Tafnajt II y un personaje diferente del famoso gran jefe occidental Tafnajt, opuesto a Piye. Shepsesra-Tafnajt habría sido un predecesor relativamente reciente de Necao I, el Stefinates registrado en el epítome de Manetón. Perdu expone de forma convincente que los dos reyes Saitas predecesores de Necao I, a saber Stefinates y Nejepsos (o Nekauba) del texto de Manetón, pertenecen al comienzo de la dinastía vigésimo sexta o Saita.

## Testimonios de su época
- Estatua oferente del faraón Necao I (Museo Brooklyn)
- Estela de donación de tierras (Perdu)
- Estatuilla con su nombre grabado al dorso, UC14869 (Museo Petrie)

## Titulatura
| Titulatura | Jeroglífico | Transliteración (transcripción) - traducción - (referencias) |

| N5 | L1 | mn |

| N5 | L1 | mn |

| N5 | L1 | mn |

| N5 | L1 | mn |

| N5 | L1 | mn |

| N5 | L1 | mn |

| N5 | L1 | mn |

| N5 | L1 | mn |

| N5 | L1 | mn |

| N5 | L1 | mn |

| N5 | L1 | mn |

| N5 | L1 | mn |

| N5 | L1 | mn |

| N5 | L1 | mn |

| N5 | L1 | mn |

| N5 | L1 | mn |

| n · kA | w |

| n · kA | w |

| n · kA | w |

| n · kA | w |

| n · kA | w |

| n · kA | w |

| n · kA | w |

| n · kA | w |

| n · kA | w |

| n · kA | w |

| n · kA | w |

| n · kA | w |

| n · kA | w |

| n · kA | w |

| n · kA | w |

| n · kA | w |